# ジュラシック・シャーク
『ジュラシック・シャーク』（原題：Jurassic Shark）は、2012年のブレット・ケリー監督によるサバイバルアクション映画である。海洋生物のサメを題材としたサメ映画である。
4月20日から、インドの劇場にて公開された。2013年1月9日より、日本語吹替版DVDも発売されたが、吹替声優は不明である。

## あらすじ
あるところに、自然豊かな、湖に浮かぶエルバー島があった。そこにある石油掘削施設では、ある時深く掘削しすぎたために地下の氷床の中のメガロドン（古代の凶暴なサメ）を誤って湖に放してしまった。しかし、危険がないと判断した研究員はそのまま湖の氷床を放置してしまうのだった。
しばらくして、湖で石油掘削施設の調査に訪れた男女4人組と、エルバー島で受け渡しをする予定だった絵画強盗集団が鉢合わせ、メガロドンの恐怖に立ち向かうことになる。

## キャスト
- エマニュエル・カリエール- ジル
- クリスティーン・エメス - ティア
- セリーヌ・フィリオン - クリステン
- アンジェラ・パレント - バーブ
- ダンカン・ミロイ - リッチ
- フィル・デュカースキー - ダグ
- カイル・マルテラッチ - マイク
- ジョシュ・アギルバート・クロスビー - ジャック
- ケビン・プライス - ジェリー
- ユルゲン・ヴォルラス - リンカーン・グラント博士
- ジョージハドソン - ルーク
- カラ・グレイ - ブルタニュー
- サラ・モッシャー - ティファニー
- シェリー・トゥーグ - 科学者
- ジョディ・ホーカー - 会長
- ダレン・スティーブンス - フィッシャーマン 1
- イアンクイック - フィッシャーマン 2
- キンバリーウルフ - ビールガール

## 評価
アメリカの映画雑誌ファンゴリアによれば、『シャークトパス』や『ピラニア3D』のような近年の海洋生物映画に似た面白い作品になるであろうと期待を寄せていた。しかし公開後は、ジュラシック・シャークは今まで出会った映画の中で最も最悪な駄作映画だと評価している。彼はあらゆるホラー映画をとても愛しているが、この映画に関しては例外で、完成度の低さに耐える事ができなかった。

内容の殆どは、セクシーなビキニ女優、オモチャのような小道具、リアリティに欠けるチープなCG、不自然な死、ありえない動きをするサメ、会話やイベントもない退屈な映像シーンの繋ぎ合わせなど、ツッコミどころは満載である。
映画評価サイトのドレッド・セントラルによれば、映画予告編が公開された時点で、「サメのいないサメ映画」として酷評を表明した。他の映画サイトJoBloでは、予告編映像を観て、「特別な映画にあるであろう」と傑作を期待していたが、公開後には「馬鹿げたクソ映画」と評価した。
2018年時点においても、iMDBによればワースト12位に入る最悪の映画とされている。